# Astiphromma coronale
Astiphromma coronale är en stekelart som beskrevs av Dasch 1971. Astiphromma coronale ingår i släktet Astiphromma och familjen brokparasitsteklar. Inga underarter finns listade.